# Ромеро де Торрес, Хулио
Ху́лио Роме́ро де То́ррес (исп. Julio Romero de Torres; 9 ноября 1874, Кордова — 10 мая 1930, Кордова) — испанский художник эпохи реализма, сын известного испанского художника Рафаэля Ромеро Барроса, основателя и директора Провинциального музея изящных искусств Кордовы, и Розарио де Торрес Дельгадо. Большую часть своей жизни провел в Кордове. По настоянию отца с 10 лет учился в Школе искусств, где изучил основные направления живописи. В 1906 году Хулио Ромеро де Торрес отправился в Мадрид для продолжения учебы. Оба эти места нашли наибольшее отражение в его картинах. Также путешествовал по всей Европе. В 1916 году он стал профессором в Школе изящных искусств в Мадриде. В 1922 году он отправился в Аргентинскую Республику со своим братом Энрике. Некоторые работы художника находятся в Музеи Хулио Ромеро де Торреса в Кордове.

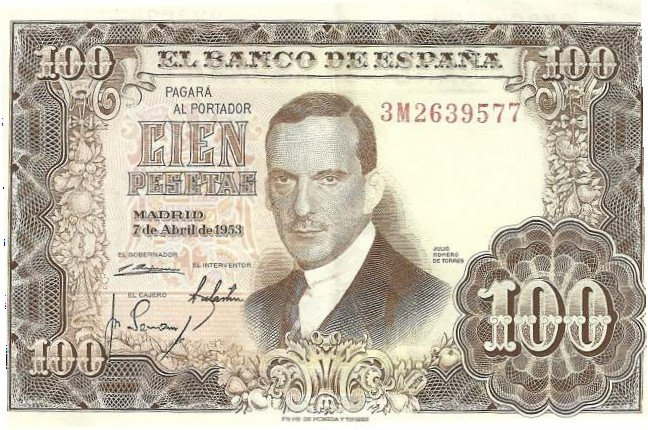
Хулио Ромеро де Торрес на банкноте в 100 испанских песет 1953 г.

## Галерея

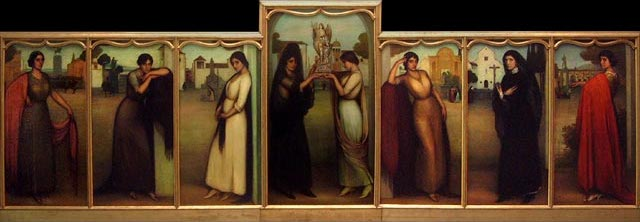
Поэзия Кордовы, 1913-15
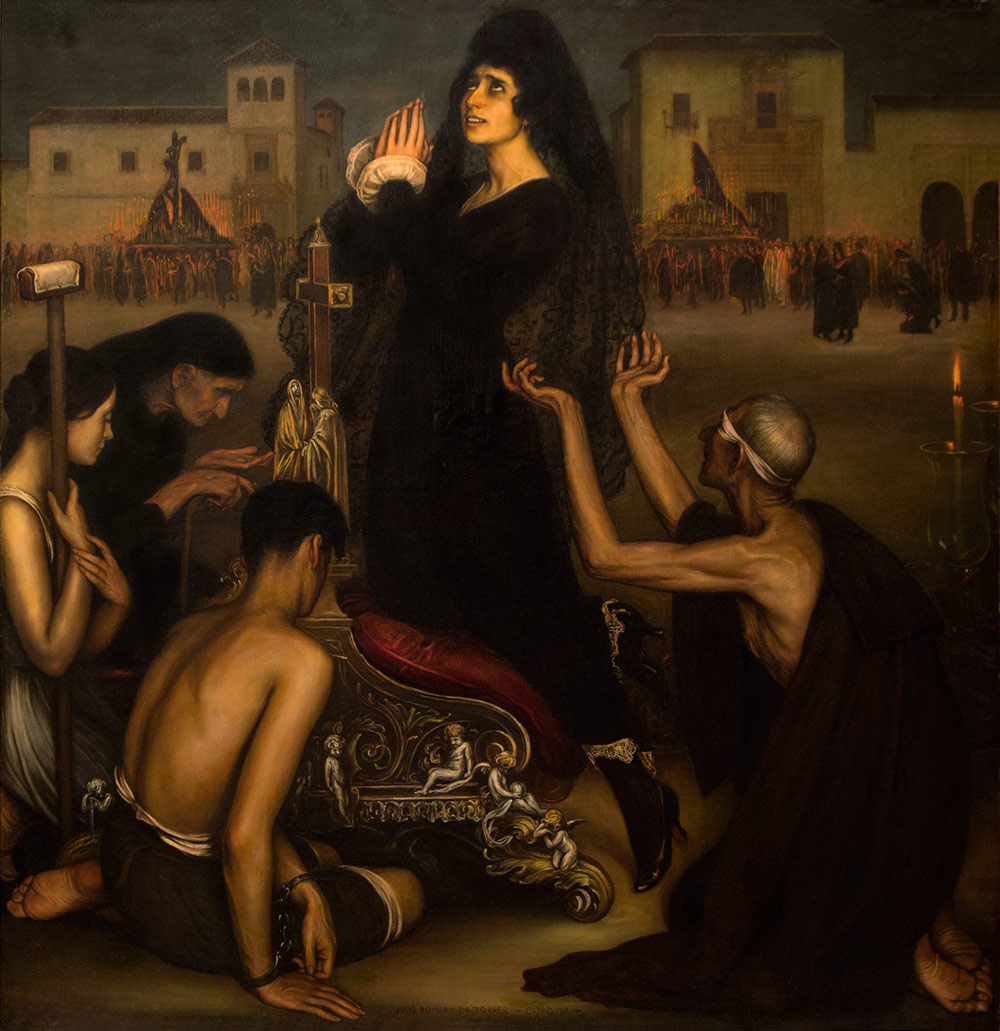
Саэта, 1918
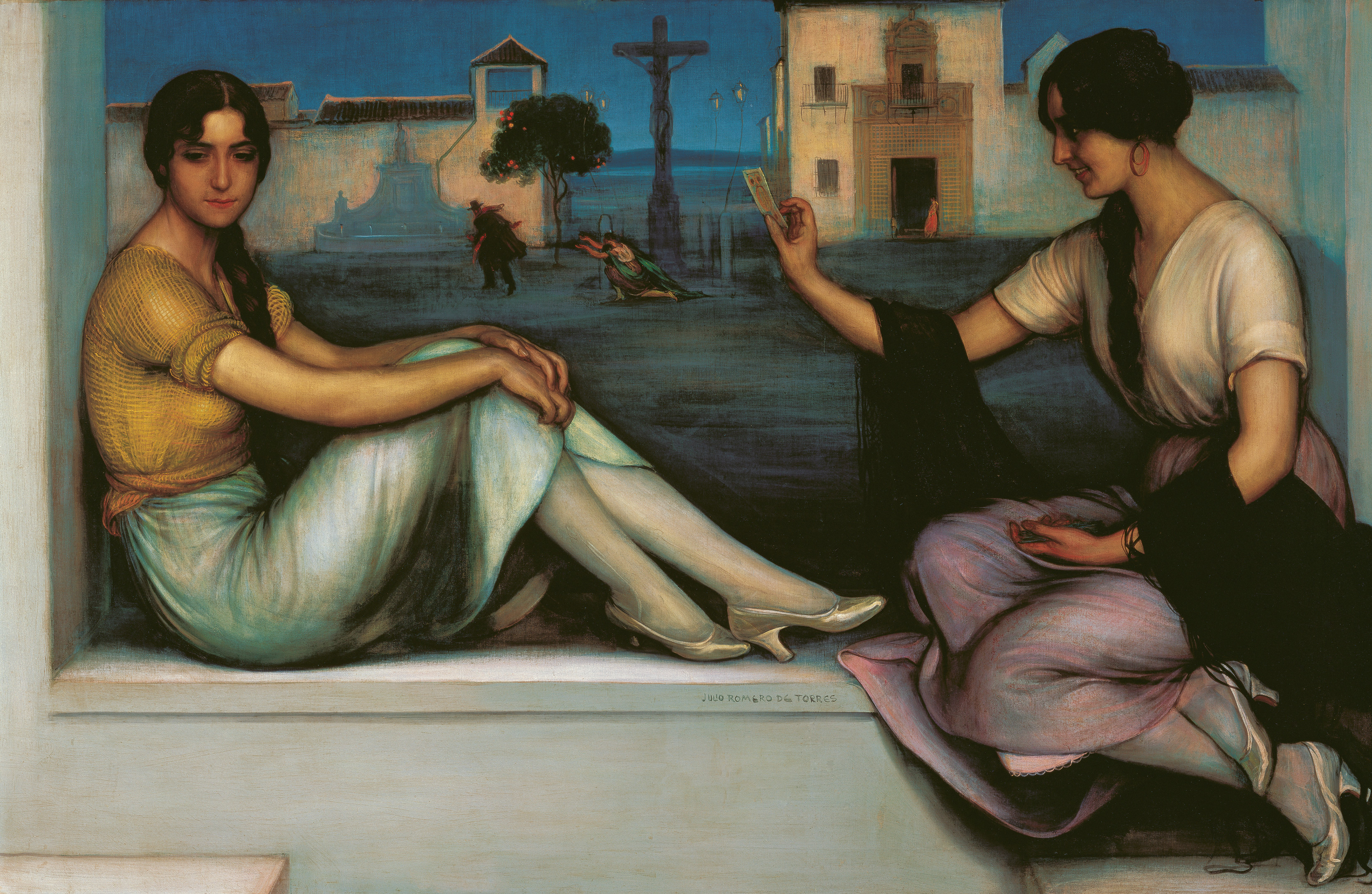
Буэнавентура, 1922
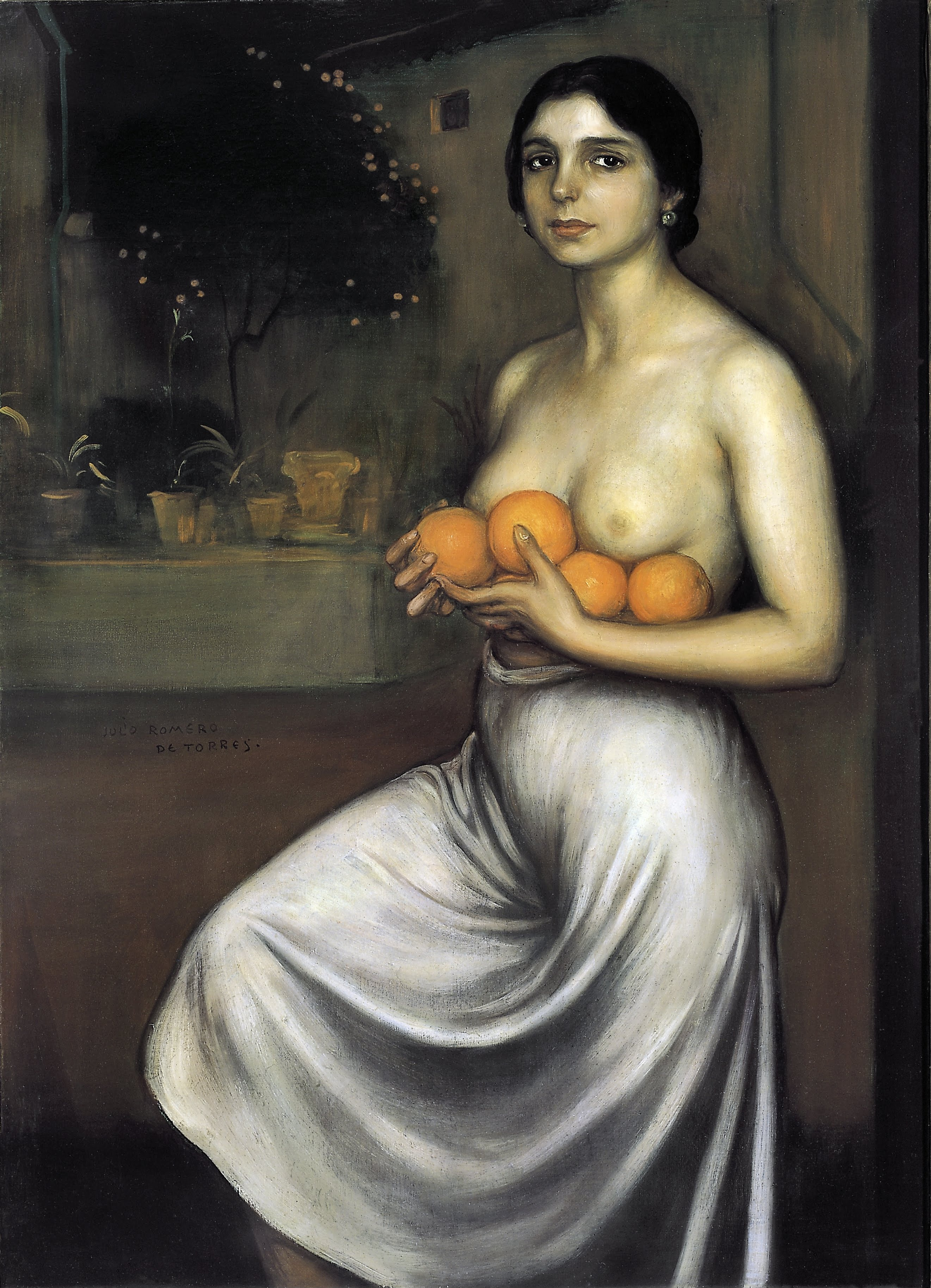
Апельсины и лимоны, 1927
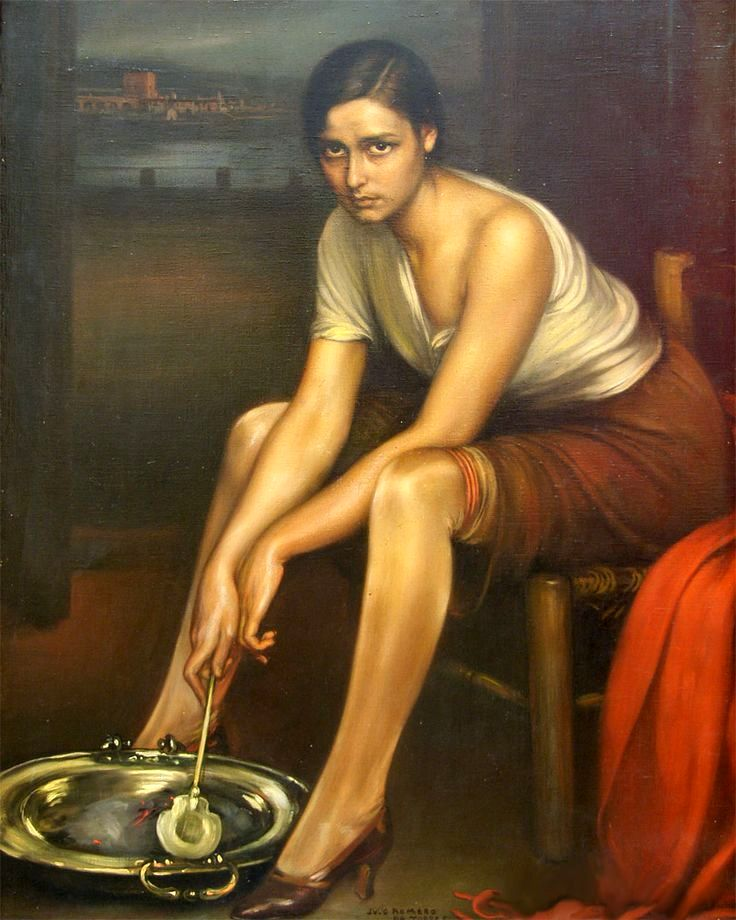
Маленькая торговка углём, 1930